# Langenchursdorf
Langenchursdorf ist ein Ortsteil der Gemeinde Callenberg im Landkreis Zwickau (Freistaat Sachsen). Der Ort wurde am 1. Januar 1994 mit zwei weiteren Gemeinden zur Gemeinde Chursbachtal vereinigt, die am 1. Januar 1999 in die Gemeinde Callenberg eingegliedert wurde.

## Geografie

### Geografische Lage und Verkehr
Langenchursdorf liegt im Norden der Gemeinde Callenberg am Chursbach (auch Langenberger Bach genannt), einem rechten Zufluss der Zwickauer Mulde. In einem westlichen Seitental  befindet sich der Spielsdorfer Grund, welcher vom Erlbach durchflossen wird.  Hier lag das einstmals der Ort Spielsdorf, der noch im Mittelalter wüst fiel. Seine Flur wurde zwischen Callenberg und Langenchursdorf aufgeteilt. Nahe dem Spielsdorfer Grund befindet sich das renaturierte Restloch des einstigen Nickeltagebaus Callenberg Nord II, welches nach dem Landschaftsschutzgebiet „Mulden- und Chemnitztal“ das zweite Naturschutzgebiet des Orts ist. Dieser einstige Tagebau war an die heute stillgelegte und abgebaute Strecke der Industriebahn der Nickelhütte St. Egidien angebunden, welche die Tagebaue um Callenberg mit der Nickelhütte St. Egidien verband. Westlich des Orts verläuft die Bundesstraße 180, die in südliche Richtung zur Bundesautobahn 4 mit der Anschlussstelle „Hohenstein-Ernstthal“ führt. Im Nachbarort Waldenburg besteht weiterhin Anbindung an die Bundesstraße 175 in Richtung Glauchau und Rochlitz.

### Nachbarorte
|                                           | Wolkenburg-Kaufungen (Ortsteile Uhlsdorf und Kaufungen) |            |
| Altstadt Waldenburg mit Siedlung Naundorf | Kompassrose, die auf Nachbargemeinden zeigt             | Bräunsdorf |
| Callenberg mit Spielsdorf, Reichenbach    | Falken                                                  | Rußdorf    |

## Geschichte

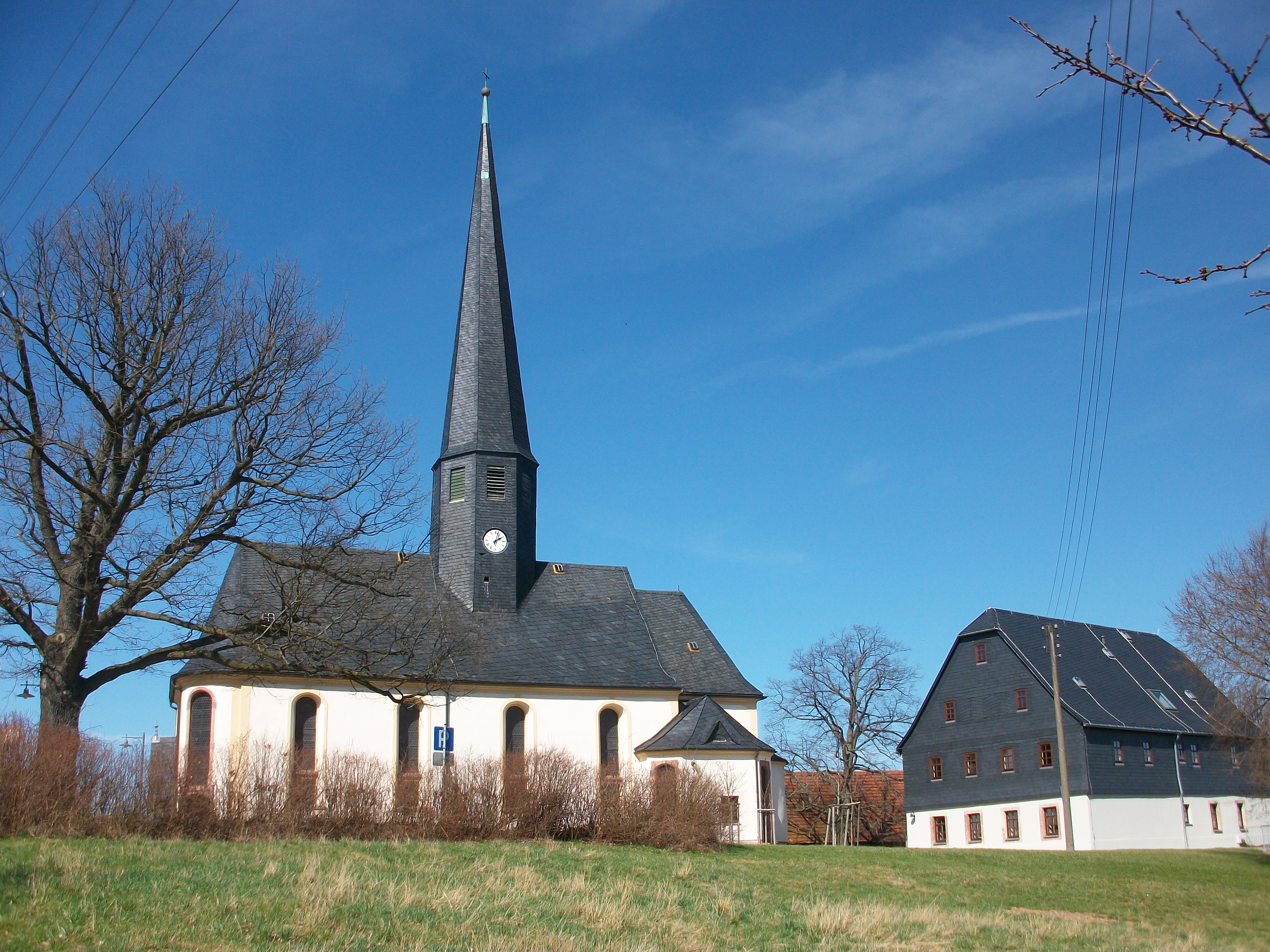
Kirche Langenchursdorf

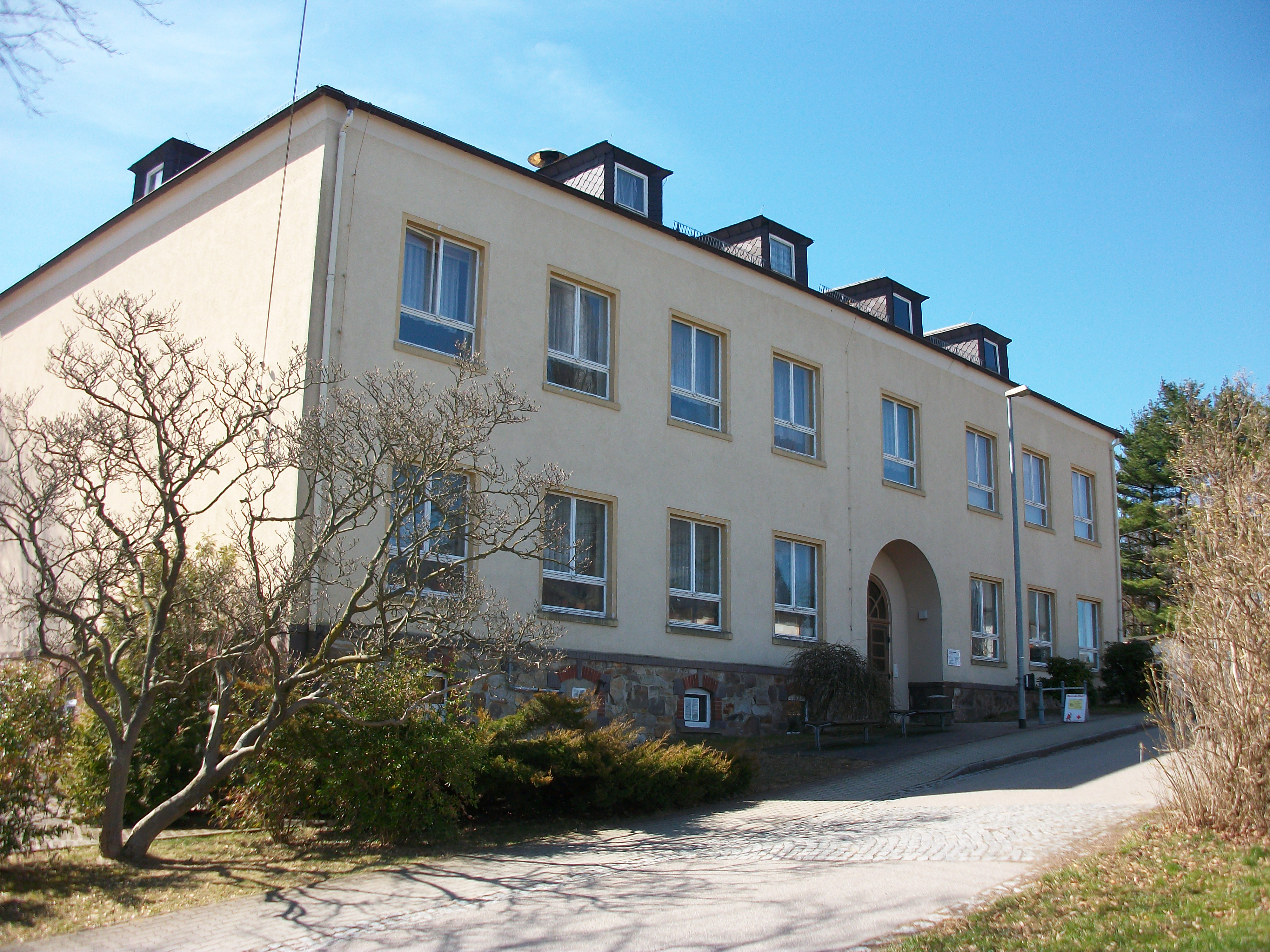
Ehemalige Schule Langenchursdorf

Das Waldhufendorf Langenchursdorf wurde um 1180 beim Aufbau der Herrschaft Waldenburg angelegt. Die Kirche des Orts wurde bereits im Jahr 1202 erwähnt, wie auf einem verschollenen Altarstein vermerkt war. Die erste urkundliche Erwähnung des Orts erfolgte im Jahr 1308 unter dem Namen Cunradsdorf, was Dorf eines Conrad bedeutet. Später änderte sich der Ortsname in Kunersdorf, (Langen-) Konnersdorf in (Langen-) Chursdorf. Nachdem die benachbarte Siedlung Spielsdorf um 1429/30 nicht mehr besiedelt war, wurden die Fluren der Wüstung zwischen Callenberg und Langenchursdorf aufgeteilt. Ein Bauer aus Langenchursdorf, der später Felder in Spielsdorf bewirtschaftete, soll eines Tages in einer Wildschweinsuhle die Glocke der einstigen Spielsdorfer Kirche wiedergefunden haben. Anschließend soll sie noch jahrhundertelang in der Langenchursdorfer Kirche als Taufglocke ihre Dienste getan haben. Die erste Dorfschule wurde in Langenchursdorf vermutlich mit der Einführung der Reformation im Jahr 1542 eingerichtet.
Bezüglich der Grundherrschaft gehörte Langenchursdorf bis ins 19. Jahrhundert anteilig zum Rittergut Callenberg, welches wiederum als Vasallengericht unter der Verwaltung der schönburgischen Herrschaft Waldenburg stand. Der größere Anteil unterstand als Amtsdorf direkt der Herrschaft Waldenburg. Von Langenchursdorf ging der Schönburgische Bauernkrieg aus, der von 1652 bis 1680 andauerte. Die dem Rittergut Callenberg frondienstpflichtigen Bauern verweigerten ihrem Herrn die Dienste und verklagten ihn beim Reichskammergericht in Speyer aufgrund übermäßiger Frondienste. Daraufhin schlossen sich die direkt der Herrschaft Waldenburg unterstehenden Bauern an. Nachdem auf dem Gebiet der Rezessherrschaften Schönburg im Jahr 1878 eine Verwaltungsreform durchgeführt wurde, kam Langenchursdorf im Jahr 1880 zur neu gegründeten sächsischen Amtshauptmannschaft Glauchau.
Durch die zweite Kreisreform in der DDR kam die Gemeinde Langenchursdorf im Jahr 1952 zum Kreis Hohenstein-Ernstthal im Bezirk Chemnitz (1953 in Bezirk Karl-Marx-Stadt umbenannt). 1962 zog in das aus dem Jahr 1894 stammende Schulgebäude des Orts die Polytechnische Oberschule ein, welche zwischen 1977 und 1991 den Namen des kommunistischen Widerstandskämpfers Kurt Ritter trug. Im 9. und 10. Schuljahr besuchten auch die Schüler aus Falken und Langenberg die Langenchursdorfer Bildungseinrichtung. In den 1970er und 1980er Jahren prägte der Nickelerzabbau den Spielsdorfer Grund. Südwestlich der bereits auf Callenberger Flur gelegenen Siedlung entstanden die Tagebaue Callenberg Nord I (1973–1988) und Erzkörper 7 (1984–1988), nördlich von Spielsdorf der Tagebau Callenberg Nord II (1978–1990). Durch Verlängerung der Industriebahn der Nickelhütte St. Egidien von Grubenbahnhof in Obercallenberg aus wurden sie mit der Nickelhütte St. Egidien verbunden. Nach der Einstellung der Nickelförderung wurden die Restlöcher der Tagebaue Callenberg Nord II und Erzkörper 7 zu Naturschutzgebieten und der zwischen 1983 und 1994 als Deponie Callenberg genutzte Tagebau Callenberg Nord I anschließend saniert. Als Relikt der Erzbahn blieb in der Nähe der Ortslage Spielsdorf ein Teil des Bahndamms erhalten.
Die Gemeinde Langenchursdorf kam im Jahr 1990 zum sächsischen Landkreis Hohenstein-Ernstthal, der 1994 im Landkreis Chemnitzer Land bzw. 2008 im Landkreis Zwickau aufging. Am 1. Januar 1994 vereinigten sich die Gemeinden Langenchursdorf, Falken und Langenberg mit Meinsdorf zur Gemeinde Chursbachtal, welche am 1. Januar 1999 nach Callenberg eingemeindet wurde. Seitdem bildet Langenchursdorf einen von sieben Ortsteilen der Gemeinde Callenberg. Die örtliche Schule wurde zwischen 1992 und ihrer Schließung im Jahr 2007 als vierklassige Grundschule weitergeführt. Am 1. September 2007 wurde die Mittelschule Langenberg in eine Grundschule verwandelt. In diesem Zuge wurden die Grundschulen in Callenberg und Langenchursdorf geschlossen.

### Kirchengeschichte
Die Kirche von Langenchursdorf wurde bereits im Jahr 1202 erwähnt, wie auf einem verschollenen Altarstein vermerkt war. Vermutlich ersetzte sie einen hölzernen Vorgängerbau, der zur Zeit der Besiedlung ca. 30 Jahre vorher errichtet wurde. Das älteste Zeugnis aus dieser Zeit ist ein Widderkopf am Scheitel der Apsis. Ursprünglich war das Gotteshaus eine Filialkirche von Wolkenburg. Im 13. Jahrhundert wurde sie selbstständig und Hauptkirche des gesamten Chursbachtals.  Aus dem Jahr 1236 ist der Name des Priesters Johannes überliefert. Die Reformation wurde in dem zu den Schönburgischen Herrschaften gehörigen Langenchursdorf im Jahr 1542 eingeführt. Allerdings ist erst für 1558 mit Balthasar Wendel ein evangelischer Geistlicher an der Kirche überliefert.
Im Jahre 1838 führten Auseinandersetzungen verschiedener altlutherischer Geistlicher mit der sächsischen Landeskirche dazu, dass der in Langenchursdorf geborene Pfarrerssohn und Pfarrvikar Carl Ferdinand Wilhelm Walther mit seinem Bruder und 26 Gemeindegliedern in die USA auswanderte und in St. Louis die lutherische Missouri-Synode gründete. Seit 1992 bestehen mit den Nachfahren der Auswanderer wieder rege Kontakte.
Die Kirche von Langenchursdorf ist mit zwei Flügelaltären der Gebrüder Naumann aus Altenburg aus den Jahren 1500 und 1505, einem Altarbild aus dem 17. Jahrhundert, einer Bärmig-Orgel aus dem Jahr 1869 und einem 45 m hohen Turm ausgestattet. Die aus dem 15. und 16. Jahrhundert stammenden Glocken wurden im Jahr 1902 durch ein neues Geläut ersetzt, welches jedoch 1917 und 1943 teilweise für Rüstungszwecke abgegeben werden musste. Erst im Jahr 1966 wurde in der Glockengießerei in Apolda ein neues Geläut gegossen. Der alte Taufstein wurde 1978/79 an die Kapelle in Falken abgegeben.

### Mühlengeschichte
Seit 1564 existierte an der Stelle der heutigen Doege-Mühle, früher Habermann-Mühle,  ein Hammerwerk, welches einer Familie Martin gehörte. Dieses gehörte zum sogenannten Alten Hammergut. Nach deren Verkauf entstand im Jahre 1664 das Neue Hammergut an der heutigen Stelle. Dabei blieb das Mühlengebäude des Alten Hammerguts erhalten. Das Hammergut diente der Verhüttung des in unmittelbarer Nähe gewonnenen Raseneisens, welches den zahlreichen Schmieden des Orts zur Weiterverarbeitung zur Verfügung gestellt wurde. Der hohe Eisenbedarf stand mit Sicherheit auch in Verbindung mit dem in der Region tätigen Bergbau im Wolkenburger Revier und in Hohenstein-Ernstthal, welcher viel Eisenwerkzeuge benötigte. Nach dem Niedergang des Bergbaus erfolgte im Jahr 1891 die Umnutzung der Habermann-Mühle in eine Getreidemühle. Heute ist die Habermann-Mühle als letzte der acht Langenchursdorfer Mühlen in Betrieb. Die denkmalgeschützte Anlage kann nach Voranmeldung besichtigt werden.

## Sehenswürdigkeiten
- Kirche Langenchursdorf
- Doege-Mühle, früher: Habermannmühle, Technisches Denkmal

## Persönlichkeiten
- Carl Ferdinand Wilhelm Walther (* 25. Oktober 1811 in Langenchursdorf; † 7. Mai 1887 in St. Louis, Missouri, USA), deutsch-amerikanischer lutherischer Theologe
- Horst Richter (* 26. Dezember 1931 in Langenchursdorf; † 16. April 2021 in Freiberg), deutscher Ökonom